# Opercule (emballage)
Pour les articles homonymes, voir Opercule.
En emballage, opercule est synonyme de couvercle ou pastille protectrice. Il s'agit d'un film mince en plastique ou matériau complexe (aluminium ou papier plastifié) qui est fixé sur le contenant (barquette, flacon...). L'operculage des pots de yaourt, bouteilles de lait en verre se fait par pliage de l'aluminium autour du col. Plus souvent, il se fait par collage ou soudure du film sur le contenant ; l'étanchéité de l'assemblage est alors parfaite. 
Pour aider à utiliser le produit, il existe des opercules à ouverture facile, dont la force de soudure (scellage) est parfaitement maîtrisée par le choix des matériaux et du barème de scellage. On parle alors d'un opercule pelable.
À la différence d'un couvercle, un opercule n'est pas repositionnable.